# ایکر مارتینس د لیساردوی
ایکر مارتینس د لیساردوی (اسپانیایی: Iker Martínez de Lizarduy‎؛ زادهٔ ۱۶ ژوئن ۱۹۷۷) قایقران قایق بادبانی اهل اسپانیا است.